# Vmstat

vmstat est une commande Unix permettant d'afficher des statistiques concernant la charge du système, en particulier l'utilisation de la mémoire virtuelle.
La syntaxe de vmstat est typiquement vmstat intervalle compte, où intervalle est exprimé en secondes et compte en nombre de répétitions.
Les données rapportées par vmstat proviennent d'une structure maintenue par le kernel et dépendent donc de l'Unix considéré. Les valeurs remontées sont des moyennes sur l'intervalle de mesure, ce qui peut produire un effet de lissage sur des intervalles trop longs.

## Informations données par vmstat
On trouve généralement :
- Des informations sur la consommation de la ressource CPU, exprimées en pourcentage de temps CPU :

%sys: consommation en mode système,

%usr: consommation en mode utilisateur,

%idle: pourcentage de temps CPU non consommé. 

Sur certains Unix, on trouve également %wait, qui désigne le pourcentage de temps passé par la CPU à attendre le résultat de requêtes d'entrées / sorties. Cette valeur est parfois fausse dans le cadre de systèmes SMP .
- Des informations sur les processus présents :

b: nombre de processus "bloqués", 

r: nombre de processus dans la run queue,

w: nombre de processus en "wait".

- Des informations concernant l'activité de la mémoire virtuelle:

free: nombre de pages mémoires disponibles. Suivant les Unix, les pages allouées au cache du système de fichiers peuvent ou non être incluses dans cette valeur. 

avm: active virtual memory, nombre de pages mémoires actives au cours d'un intervalle dépendant du système. 

pi: page in, nombre de pages par seconde chargées en mémoire depuis le disque, lors du lancement d'un processus par exemple. 

po: page out, nombre de pages par seconde écrites sur le disque depuis la mémoire, parfois appelé swap. 

sr: nombre de pages par seconde scannées par le daemon de libération de pages.

fr: nombre de pages par seconde libérées par le daemon de libération de pages.

Suivant les Unix, ces statistiques peuvent être remontées soit en nombre de pages mémoires soit dans une unité de mesure de la mémoire (Ko, Mo .. ).

Des options passées à la commande vmstat permettent d'obtenir un niveau de détail très important sur la consommation de la mémoire au niveau du système.

## Exemple
```
#> vmstat 2 6
procs -----------memory---------- ---swap-- -----io---- --system-- ----cpu----
 r  b   swpd   free   buff  cache   si   so    bi    bo   in    cs us sy id wa
 0  0   2536  21496 185684 1353000    0    0     0    14    1     2  0  0 100  0
 0  0   2536  21496 185684 1353000    0    0     0    28 1030   145  0  0 100  0
 0  0   2536  21496 185684 1353000    0    0     0     0 1026   132  0  0 100  0
 0  0   2536  21520 185684 1353000    0    0     0     0 1033   186  1  0 99  0
 0  0   2536  21520 185684 1353000    0    0     0     0 1024   141  0  0 100  0
 0  0   2536  21584 185684 1353000    0    0     0     0 1025   131  0  0 100  0
#>
```

## Voir également
- Commandes UNIX
- Les commandes top, iostat et netstat